# Eudendrium japonicum
Eudendrium japonicum is een hydroïdpoliep uit de familie Eudendriidae. De poliep komt uit het geslacht Eudendrium. Eudendrium japonicum werd in 1954 voor het eerst wetenschappelijk beschreven door Yamada. 